# Nerone (film 1930)
Nerone è un film del 1930, diretto da Alessandro Blasetti, scritto e interpretato da Ettore Petrolini.
È il primo dei tre film sonori interpretati dall'attore che, affiancato da alcuni componenti della sua compagnia teatrale, si esibisce qui in alcune delle sue maschere più popolari: Pulcinella, Gastone, Fortunello, Nerone.
In tutta Italia incassò circa 5 milioni di £, cifra incredibile per l'epoca, paragonabili a 35000000 € attuali.

## Trama
Il filo conduttore è dato da Petrolini, che nel suo camerino di teatro,si prepara a inscenare i suoi sketch:
Nerone
In una improbabile Roma imperiale, connotata da riferimenti alla modernità, il debosciaro Nerone si trastulla a palazzo con la giovane e bella Poppea. Non sa come passare la giornata, sicché se la prende con i cristiani, cerca di imitare i classici nella poesia, e infine per la noia mette Roma a ferro e fuoco, mentre il coro grida: "Bravo! Bene! Bis!".
Gastone
Un dandy elegante, annoiato e tombeur, si aggira per le strade, esponendo al pubblico la sua noia per la vita altolocata, sempre uguale. 
Fortunello
Un personaggio immaginario, dagli occhi strabuzzati e le antenne sporgenti, che incarna lo spirito del futurismo italiano. 
Pulcinella
In un appartamento, Pulcinella combina dei guai per afferrare un piatto di maccheroni, poi deve confrontarsi con lo spasimante della fanciulla e con un usuraio.

## Regia
Blasetti, pur definendosi solo "coordinatore tecnico", al puro servizio di Petrolini per documentarne la recitazione, fa ben sentire la sua presenza, a partire dall'idea dei titoli di testa "recitati" da Petrolini, mettendo in scena il teatro stesso, compreso il pubblico in sala, e lasciando il suo segno nella scelta delle inquadrature e nei movimenti di macchina, fra cui l'elaborato carrello iniziale, dalla realizzazione tecnicamente molto impegnativa per l'epoca.

Ettore Petrolini Nerone

## Satira
Nella parodia della Roma imperiale e del famigerato imperatore romano si è voluta leggere una satira antidittatoriale e antimussoliniana. Secondo Gianfranco Gori questo è improbabile, vista la lealtà verso il regime fascista sia di Petrolini che di Blasetti; Gori ritiene che gli elementi satirici siano involontari e comunque leggibili solo a posteriori.

## Conservazione
Non esiste una copia integrale del film, ne sono rimasti solo dei brani all'interno dell'Antologia di Petrolini curata nel 1952 dalla Cineteca Nazionale in occasione della Mostra del Cinema di Venezia.